# Eddie (film)
Pour les articles homonymes, voir Eddie.
Pour plus de détails, voir Fiche technique et Distribution.
Eddie est un film américain réalisé par Steve Rash, sorti en 1996.

## Synopsis
Edwina "Eddie" Franklin, fan des Knicks de New York remporte un concours organisé par le propriétaire de l'équipe, William "Wild Bill" Burgess, pour en devenir l'entraîneur.

## Fiche technique
- Titre : Eddie
- Réalisation : Steve Rash
- Montage : Richard Halsey
- Production : Mark Burg et David Permut
- Distribution : Hollywood Pictures
- Durée : 100 minutes
- Genre : comédie

## Distribution
- Whoopi Goldberg (VF : Maïk Darah ; VQ : Anne Caron) : Edwina « Eddie » Franklin
- Frank Langella (VQ : Jean-Marie Moncelet) : William « Wild Bill » Burgess
- Dennis Farina (VQ : Yvon Thiboutot) : John Bailey
- Richard Jenkins (VQ : Hubert Fielden) : Carl Zimmer
- Lisa Ann Walter (VQ : Johanne Léveillé) : Claudine
- John Salley (VQ : Jean-Luc Montminy) : Nate Wilson
- Rick Fox : Terry Hastings
- Malik Sealy (VQ : Gilbert Lachance) : Stacy Patton
- Mark Jackson : Darren Taylor
- Dwayne Schintzius : Ivan Radmonovich
- Vernel Singleton (VQ : Antoine Durand) : Jamal Duncan

Source et légende : version québécoise (VQ) sur Doublage.qc.ca
De nombreuses personnalités de NBA jouent leur propre rôle tels Alex English en tant qu'entraîneur des Cavaliers de Cleveland, Greg Ostertag, Muggsy Bogues, Vinny Del Negro, Vlade Divac, Bobby Phills, J. R. Reid, Terrell Brandon, Brad Daugherty, Mitch Richmond, Avery Johnson, Corie Blount, Larry Johnson, Randy Brown, Scott Burrell et Dennis Rodman. Gary Payton, Anthony Mason, Herb Williams et John Starks apparaissent en tant que joueurs de streetball. Kurt Rambis joue le rôle de l'entraîneur des Lakers de Los Angeles. Chris Berman, Marv Albert et Walt Frazier jouent des rôles de commentateurs.
Donald Trump, Rudy Giuliani, Edward Koch, Fabio Lanzoni et David Letterman font également une apparition dans le film.